# Kokoriewo (przystanek kolejowy)
Kokoriewo (ros. Кокорево) – przystanek kolejowy w miejscowości Kokoriewo, w rejonie wiaziemskim, w obwodzie smoleńskim, w Rosji. Położony jest na linii Lichosławl – Rżew – Wiaźma.